# كورتني كارداشيان
كورتني كارداشيان أو كردشيان (بالإنجليزية: Kourtney Kardashian)‏ (ولدت في أبريل 18 أبريل، 1979)هي شخصية بارزة في المجتمع الأمريكي وشخصية تلفزيونية ومصممة ازياء.اكتسبت شهرتها من تلفزيون الواقع مواكبة عائلة كارداشيان.والدها هو روبرت كارداشيان حضيت كورتني بشقيقة منافسة لها في الساحة الفنية والتي هي كيم كردشيان

## وصلات خارجية
- كورتني كارداشيان على موقع IMDb (الإنجليزية)
- كورتني كارداشيان على موقع ميتاكريتيك (الإنجليزية)
- كورتني كارداشيان على موقع روتن توميتوز (الإنجليزية)
- كورتني كارداشيان على موقع أول موفي (الإنجليزية)
- كورتني كارداشيان على موقع إن إن دي بي (الإنجليزية)
- كورتني كارداشيان على موقع قاعدة بيانات الفيلم (الإنجليزية)